# Blažena Janečková
Blažena Janečková (3. února 1911 – ?1972) byla československá šachistka. Počátkem roku 1941 byla zatčena gestapem, protože byla komunistka a pracovala v odbojové skupině české inteligence, kterou založil Julius Fučík. V koncentračním táboře pak strávila čtyři roky. Po osvobození byla členkou redakční rady československého šachu. Po roce 1952 musela aktivní závodní činnosti zanechat ze zdravotních důvodů a pracovala na obchodním zastupitelství Československa v Riu de Janeiru.

## Soutěže jednotlivkyň
Zvítězila na přeboru Prahy roku 1937 a na Mistrovství Československa žen v šachu roku 1938 skončila na druhém místě za Růženou Suchou. Po návratu do vlasti z Mistrovství světa v Argentině zvítězila roku 1940 na ženském mistrovství Čech a Moravy v šachu. Roku 1946 skončila druhá a roku 1952 čtvrtá na Mistrovství Československa žen v šachu.

### Turnaje mistrovství světa žen
Na turnaji o titul mistryně světa v šachu roku 1939 v Buenos Aires, kde skončila na devátém až desátém místě, reprezentovala Protektorát Čechy a Morava, protože Československo v té době (po okupaci nacistickým Německem) již neexistovalo.
| 1939 | 7. mistrovství světa v šachu žen | Buenos Aires | +7 -8 =4 | 9.-10. |